# Gaston Lalanne
Pour les articles homonymes, voir Lalanne.
Gaston Lalanne est un homme politique français né le 16 décembre 1872 à Pierrefitte-Nestalas (Hautes-Pyrénées) et mort le 7 mars 1957 à Geloux (Landes).

## Biographie
Préparateur en pharmacie, puis pharmacien, il est maire de Hagetmau en 1908 et conseiller général. Il est député des Landes de 1911 à 1914 et de 1919 à 1932, inscrit au groupe de la Gauche radicale.

## Sources
- « Gaston Lalanne », dans le Dictionnaire des parlementaires français (1889-1940), sous la direction de Jean Jolly, PUF, 1960 [détail de l’édition]